# Буза (напій)

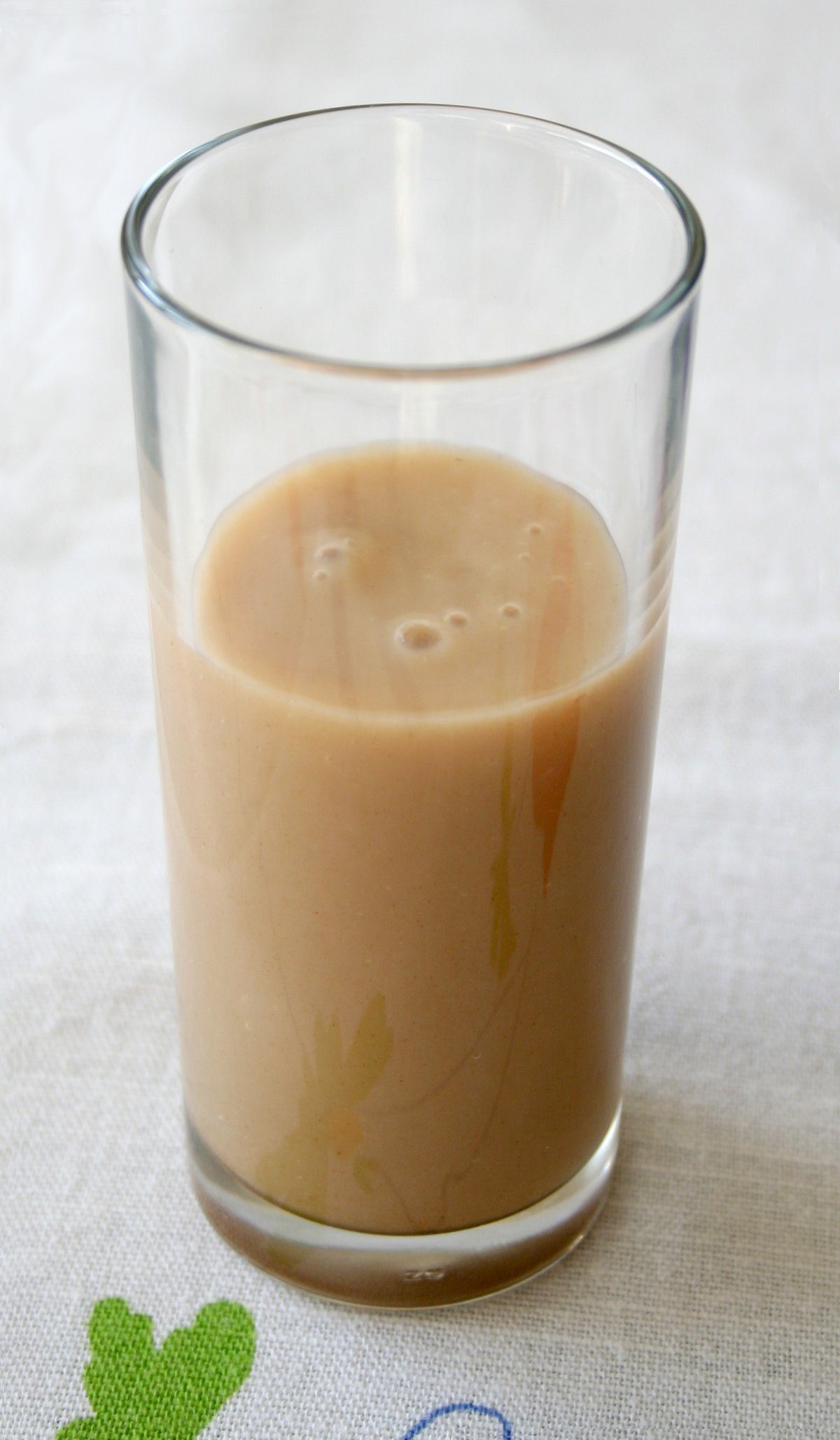
Склянка з бузою

Буза́ (башк. буҙа, каз. боза, крим. buza, тат. боза, узб. бўза, алб. boza, серб. боза, болг. боза, тур. boza, «пиво з проса»), також бра́га (рум. bragă — зі слов.) — слабкоалкогольний напій, популярний у тюркських та деяких інших народів Центральної та Західної Азії, а також Криму, Кавказу, Балкан та Північної Африки. Має густу консистенцію, низький вміст спирту і легкий кислувато-солодкуватий смак.

## Опис
Зазвичай буза має темнувате забарвлення. Виготовляється шляхом кип'ятіння пшона, пшеничного, іноді кукурудзяного борошна у воді протягом трьох годин. Отримана рідина охолоджується і закисає в дерев'яному посуді (дежа). Зрештою прокисле рідке тісто обливають гарячою водою і через сито зливають в котел, де без фільтрації піддають процесу ферментації. Буза може готуватися з використанням кисло-молочних продуктів. Існує і безалкогольна солодка версія напою для дітей.

## Назва
Слово, яке позначає напій, має тюркське або перське походження. Вперше напій під назвою buχsum згаданий у словнику 1073 року, укладеному Махмудом аль-Кашгарі.

## Історія
Особливого поширення буза набула за часів розквіту Османської імперії та Кримського ханства.
Існували особливі заклади, в яких подавали бузу — бузахане. Відвідувачі-вершники могли втамувати спрагу навіть не сходивши з коня. Торгували бузою і на виніс — так само як кавою, чаєм або водою.
Загальне захоплення вживанням алкогольного напою (хай і з відносно низьким вмістом спирту), а також поширення його різновиду з додаванням опію (так звана «татарська буза») викликала невдоволення влади. Першим бузу намагався заборонити султан Селім II (1566—1574), який, за іронією долі, сам мав прізвисько П'яниця. Султан Мехмед IV (1648—1687) не лише відновив заборону, а й зачинив бузахане. Надалі обмеження то зменшувалися, то посилювалися. Турецький мандрівник XVII століття Евлія Челебі повідомляє, що поширення бузи заборони не зупинили і за його часі лише в Стамбулі існували 300 бузахане, в яких працювало понад тисячу людей. Особливою популярністю буза користувалася серед яничарів — завдяки своєму зігріваючому та стимулюючому ефекту, в той час як сп'яніння було зазвичай незначним, і вимагало вживання великої кількості напою.
У XIX столітті поширенышою стала солодка і безалкогольна буза, мода на яку була започаткована мешканцями султанського палацу. Заклад, заснований у Стамбулі в 1876 році братами Хаджі працює і досі, наразі ним керують праправнуки засновників. У Криму бузу сьогодні виготовлять у Кезлеві (Євпаторії) та Чуфут-Кале (в останньому бузу виготовляють за особливим рецептом, із додаванням родзинок).
Від назви напою, вочевидь, походять слова «буза» (в значенні «заворушення», «сварка») та «бузотер»(«людина яка провокує або починає сварку» — легенда пояснює, що винуватців бійок карали тим, що примушували терти зерно для виготовлення напою). Також побутує переконання, що вживання бузи сприяє збільшенню жіночих грудей.

## Галерея

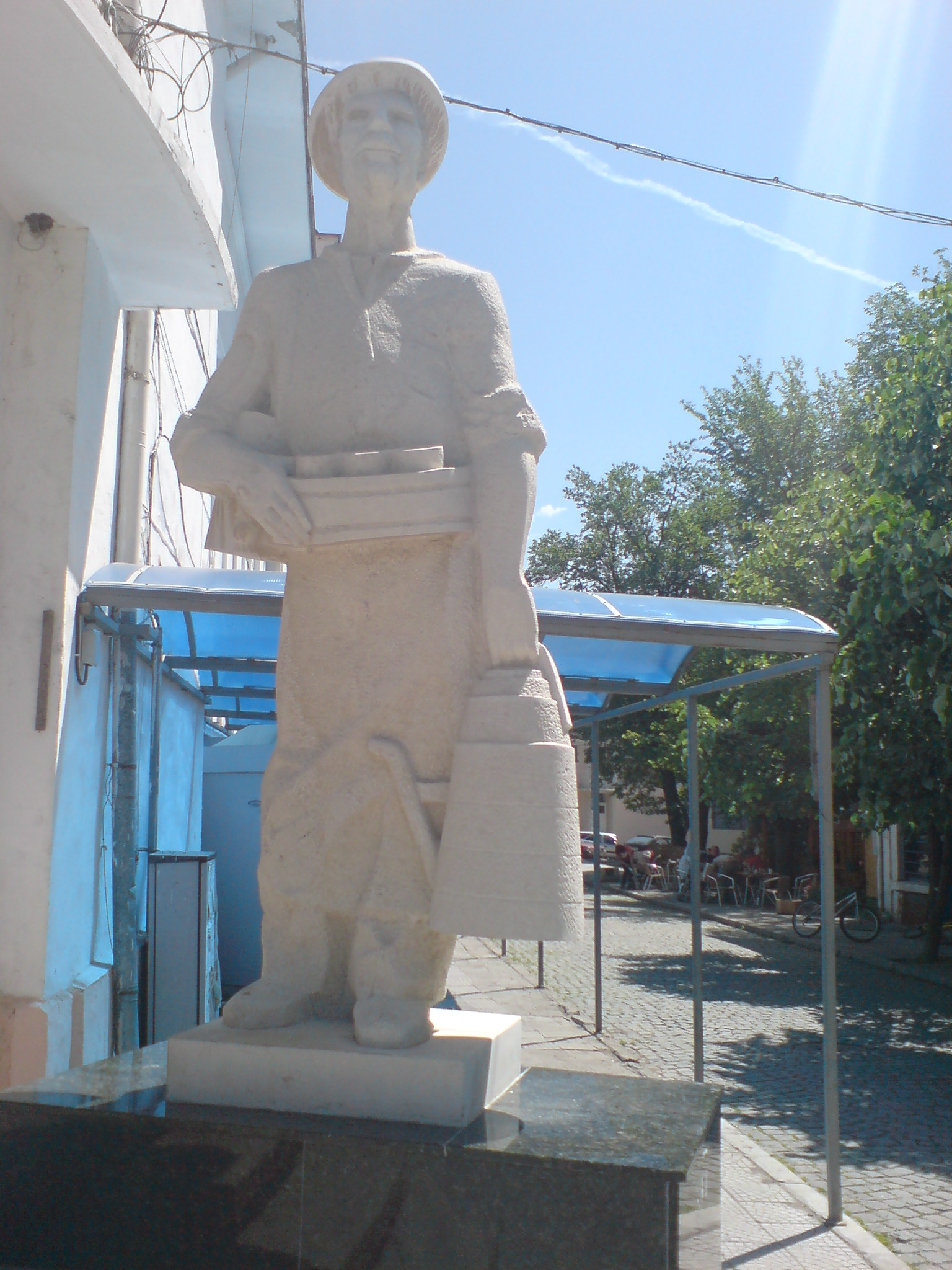
Продавець бузи
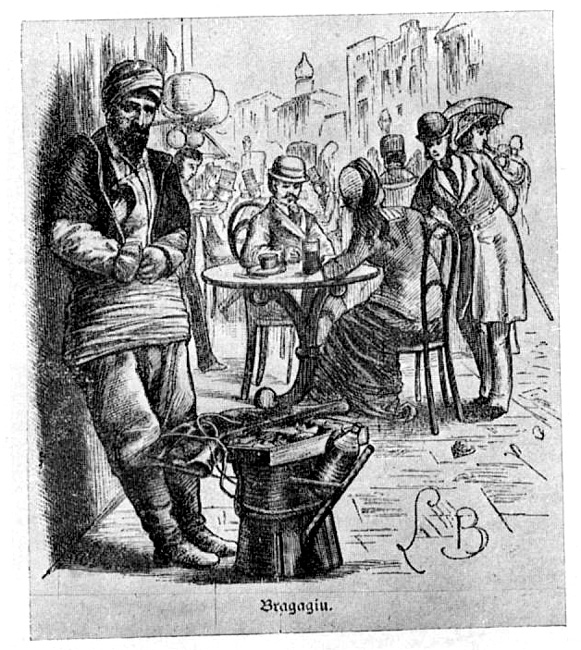
Продавець турецької бузи (bragagiu) в Бухаресті, 1880/div>
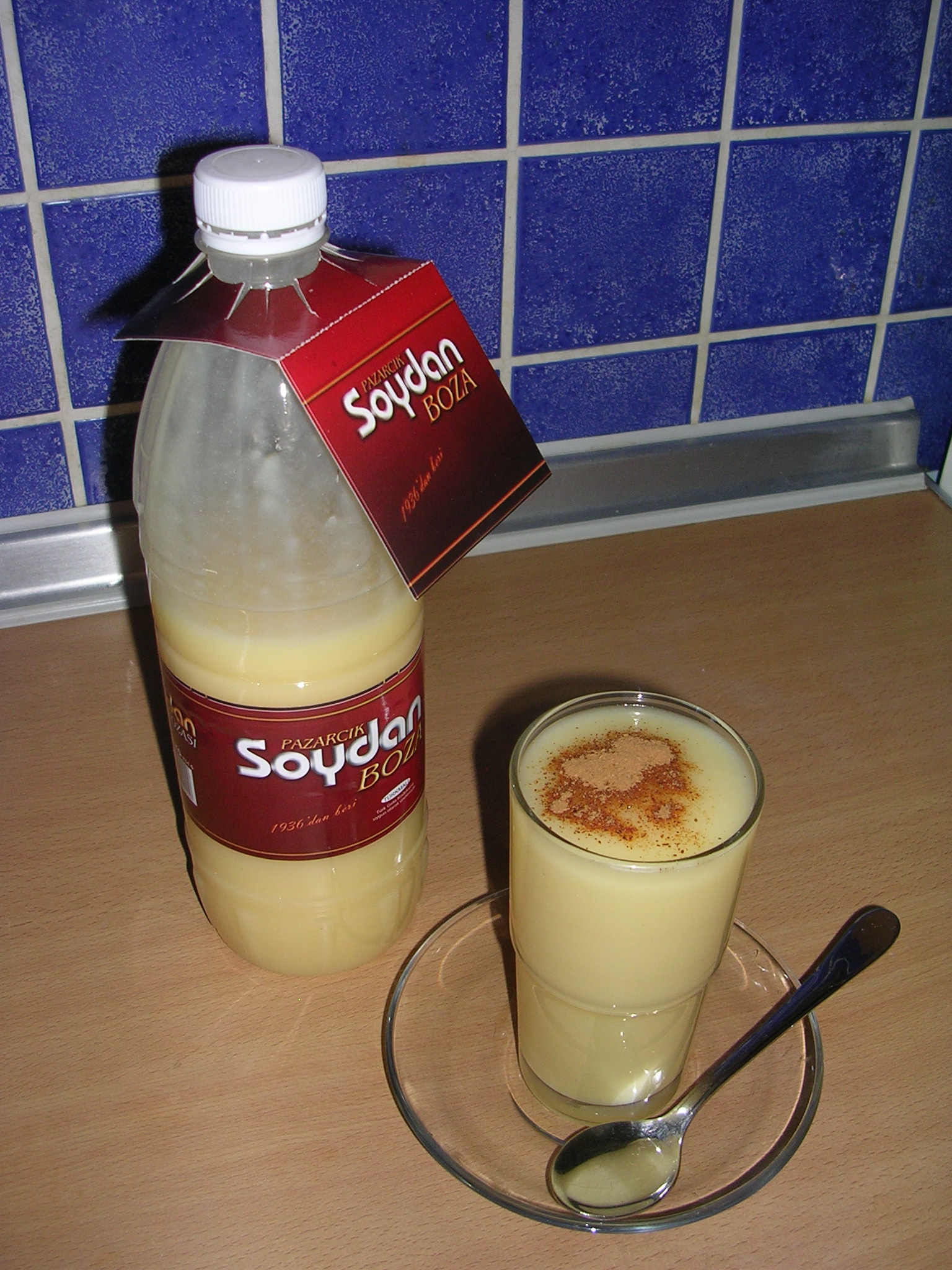
Турецька буза
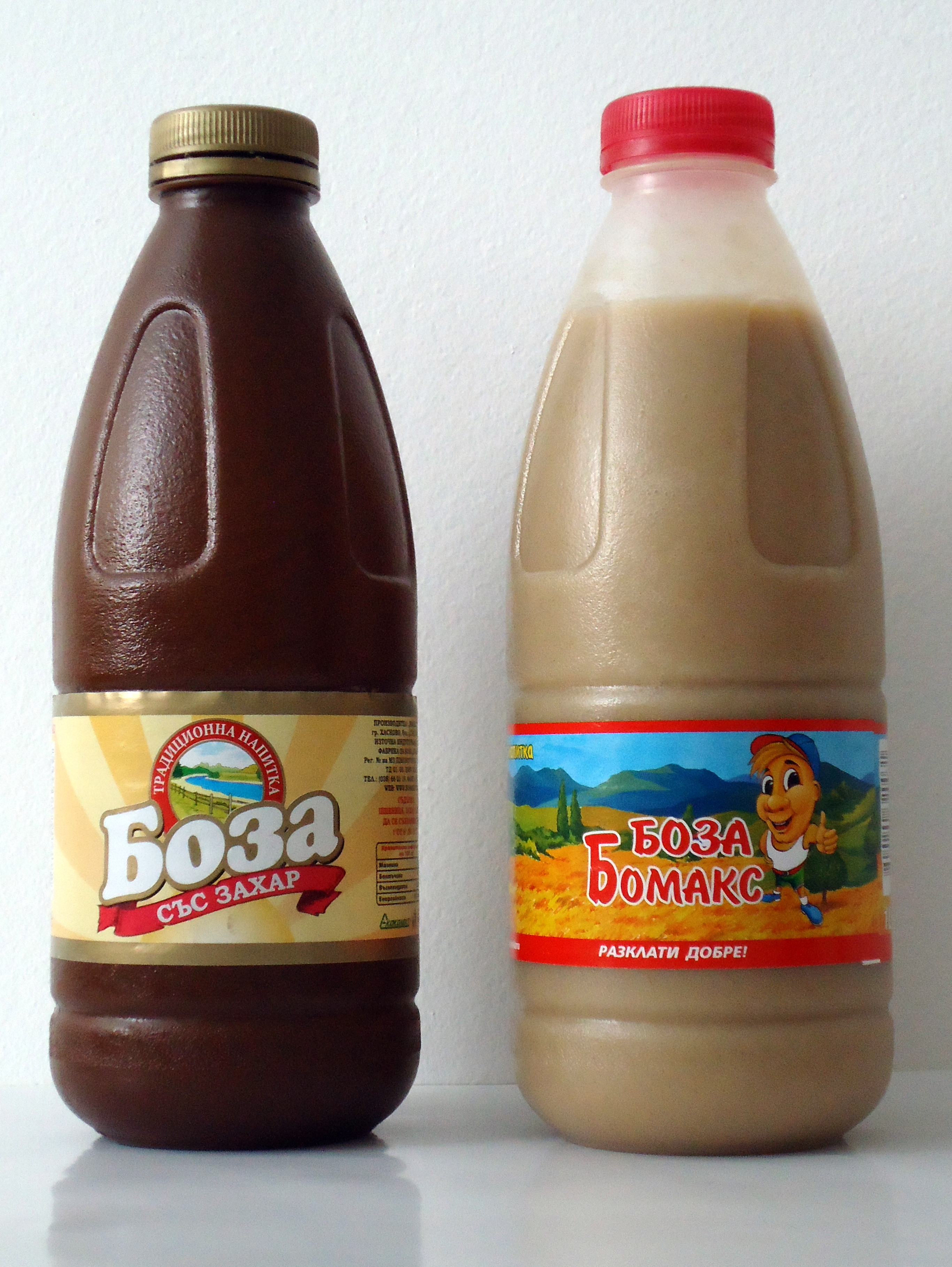
Болгарська боза
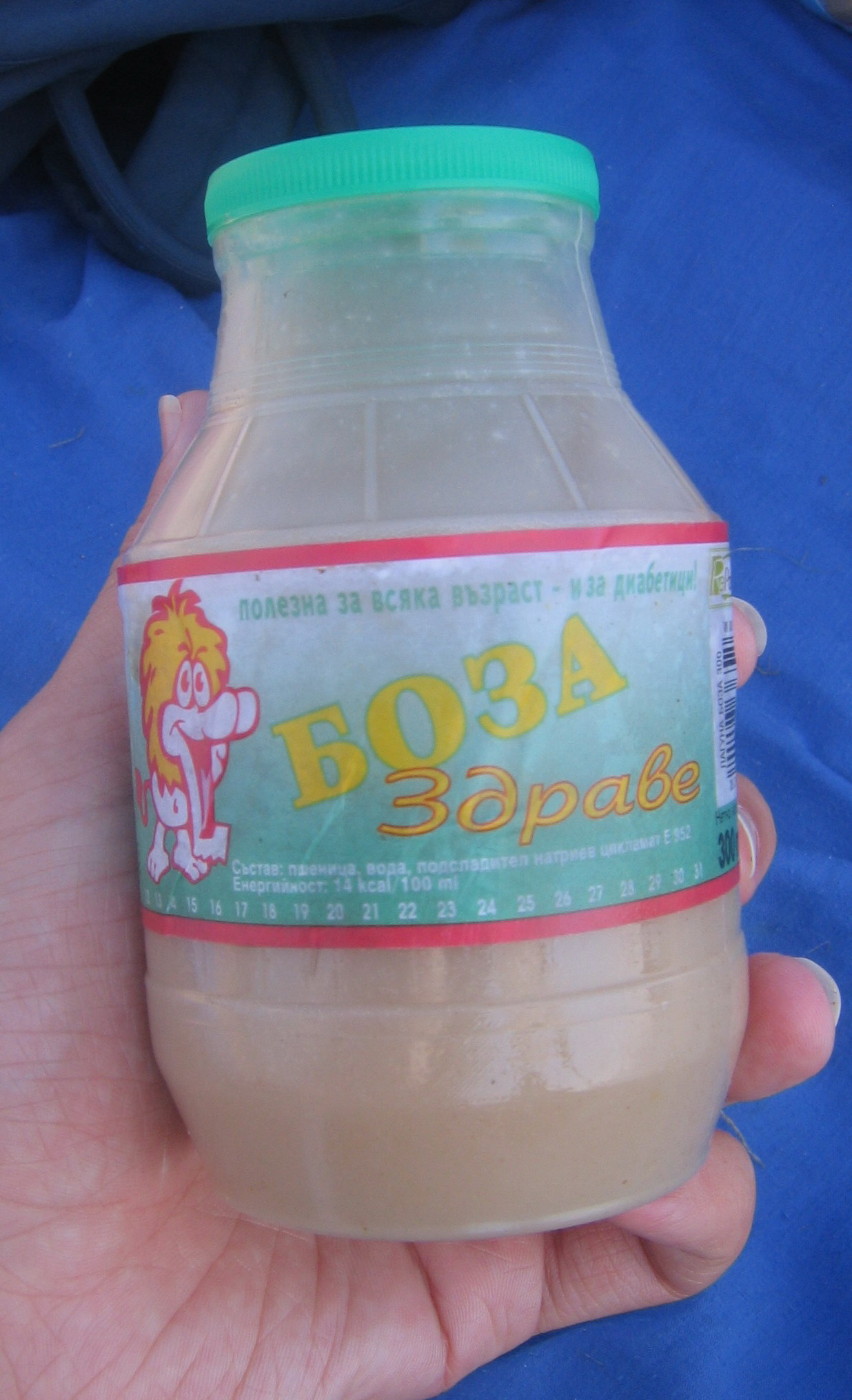
Болгарська буза